# Kattgölen, Halland
Kattgölen är en sjö i Hylte kommun i Halland och ingår i Nissans huvudavrinningsområde.